# Hábito de leitura

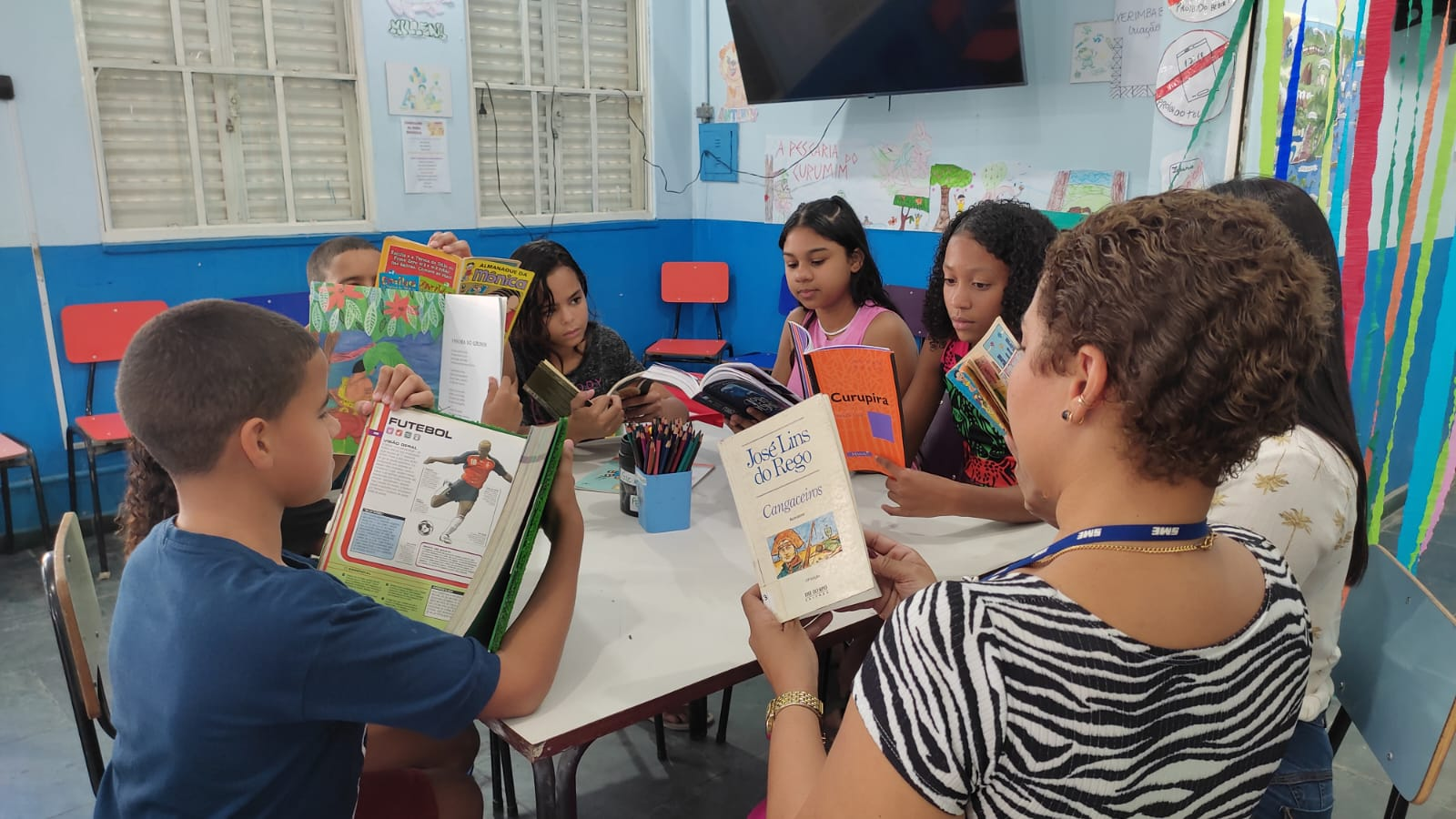
Grupo de leitura

Hábito de leitura refere-se à frequência em que um indivíduo lê, principalmente, livros e jornais, embora o termo seja mais amplo e inclua qualquer espécie de leitura. Pode-se dizer, que existem três objetivos básicos para aquele que cultiva o hábito de ler, a saber: ler por prazer, para estudar ou para se informar. Assim, não se vincula somente a um objetivo geral da educação, mas também às vontades e ambições individuais. No entanto, nos dias atuais, o termo também é relacionado  às questões como a alfabetização e a educação de crianças. A leitura frequente auxilia no conhecimento de novas ideias, palavras e expressões, além, de corrigir conceitos pré-determinados, ajudando o leitor a viajar por ambientes vastos, como gramaticais e literários. Embora o termo "hábito de leitura" ou "hábito de ler" não se refira apenas à ação de leitura frequente, isso significa, que o termo pode ser utilizado também, àquele homem que lê um jornal pela manhã, a um adolescente que lê com regularidade ou de forma esporádica. Sendo assim, um termo difuso. De qualquer forma, a leitura diversificada amplia o vocabulário e a capacidade de argumentação.
Portanto, o hábito de ler precisa ser estimulado nos indivíduos ainda na escola, pois esta contribui fortemente para o processo de desenvolvimento dos alunos, assim, ao criar projetos e atividades envolvendo a leitura e ensinando aos estudantes o valor desse hábito, é possível formar indivíduos conscientes sobre a importância da leitura em sua vida e sobre os benefícios que esta pode proporcionar, ainda mais em um país como o Brasil, que falha em tornar os livros acessíveis e estimular a leitura. 
Não é todo mundo que gosta de ler, mas a leitura é um forte instrumento para se manter informado das atualidades. Na idade escolar é comum professores passarem livros literários, como obrigatórios, uma exigência que consta na Lei de Diretrizes e Bases da Educação no Brasil.

## Ver Também
- Analfabetismo